# Saganer SV
Saganer SV was een Duitse voetbalclub uit Sagan, dat tegenwoordig de Poolse stad Żagań is.

## Geschiedenis
De club werd in 1919/20 kampioen van Opper-Lausitz en plaatste zich zo voor de eindronde van de Zuidoost-Duitse voetbalbond. De club verloor in de kwalificatie met 4-0 van FC Askania Forst en was uitgeschakeld.
De volgende titel kwam in 1923/24. De eindronde werd niet meer in bekervorm beslecht, maar in een groepsfase. Samen met SC Jauer en SC Vorwärts Gleiwitz eindigde de club op een laatste plaats met twee punten. Ook het volgende seizoen plaatste de club zich en kon nu enkel tegen SpVgg Schupo Liegnitz winnen en verloor de alle andere wedstrijden.
Na een derde titel op rij in 1925/26 slaagde de club er opnieuw niet in om een goed resultaat te behalen en werd vijfde op zeven clubs. De volgende twee jaar kon de club de titel niet behalen, maar in 1928/29 werd de vijfde titel behaald. Er namen nu meerdere clubs deel aan de eindronde en er was nog een kwalificatie voor de groepsfase, die de club met 4-2 verloor van Cottbuser FV 1898.
In 1933 werd de competitie grondig geherstructureerd. De NSDAP kwam aan de macht en de Zuidoost-Duitse voetbalbond en alle competities verdwenen. De Gauliga Schlesien kwam als vervanger, omdat de club op de laatste plaats geëindigd was moesten ze het volgende seizoen van start gaan in de Bezirksliga Niederschlesien, de nieuwe tweede klasse. Na twee middelmatige plaatsen werd de club in 1936 tweede achter MSV Cherusker Görlitz. In 1938 wijzigde de club de naam in Saganer TuSV. In 1939/40 trok de club zich uit de competitie terug.
Na het einde van de Tweede Wereldoorlog werd Sagan een Poolse stad en werd de voetbalclub opgeheven.

## Erelijst
Kampioen Opper-Lausitz
1920, 1924, 1925, 1926, 1929